# Вяземский, Василий Григорьевич
Князь Василий Григорьевич Вяземский — московский дворянин и воевода во времена правления Михаила Фёдоровича.
Из княжеского рода Вяземские. Сын князя Григория Ивановича Вяземского. Имел старшего брата князя и воеводу Бориса Григорьевича.

## Биография
В 1623 году воевода в Болхове. В 1627—1640 годах московский дворянин. В 1631—1632 годах второй воевода в Вязьме при строительстве земляного города. В 1631 году местничал с Мироном Андреевичем Вельяминовым, который отвечал на суде: «А упрекают, Государь, меня князь Василий Вяземский с братией, будто родители мои бывали в головах и в сотниках стрелецких и в губных старостах и тем род мой бесчестят». В 1633 году показан в дворянах по городу Ярославлю. В этом же году участвовал в походе против поляков под Смоленском, а после второй воевода в Вязьме, который при осаде поляков и литовцев, храбрым сопротивлением спасли отбив многие приступы.
Имел детей князей Афанасия и Михаила Васильевичей.